# 滝野町
滝野町（たきのちょう）は、兵庫県の中南部に位置していた町。旧加東郡。本項では町制前の名称である滝野村（たきのむら）についても述べる。
2006年3月20日、加東郡社町・東条町と新設合併し加東市になったため消滅した。

## 地理
加古川中流部にあたり、岩場を水流が轟音と共に抜ける闘龍灘は名所となっている。

### 隣接していた自治体
- 西脇市、加西市、小野市、社町

## 歴史
- 1889年（明治22年）4月1日 - 町村制の施行により、上滝野村・下滝野村・河高村・高岡村・光明寺村の区域をもって滝野村が発足。
- 1925年（大正14年）4月1日 - 滝野村が町制施行して滝野町となる。
- 1954年（昭和29年）3月31日 - 加茂村と合併し、改めて滝野町が発足。
- 1956年（昭和31年）10月 - 町章を制定[1]。
- 2006年（平成18年）3月20日 - 社町・東条町と合併して加東市が発足。同日滝野町廃止。

## 行政
- 町長：山本廣一

## 姉妹都市・提携都市

### 海外
- ホリスター市（アメリカ合衆国カリフォルニア州）
  - 1989年11月3日姉妹都市提携

## 教育
- 中学校
  - 滝野町立滝野中学校
- 小学校
  - 滝野町立滝野東小学校
  - 滝野町立滝野南小学校

## 交通

### 鉄道路線
- 中心となる駅：滝野駅
  - JR加古川線：社町駅 - 滝野駅 - 滝駅

### 道路
- 高速道路
  - 中国自動車道 滝野社インターチェンジ
- 国道
  - 国道175号
  - 国道372号
- 都道府県道
  - 兵庫県道17号西脇三田線
  - 兵庫県道145号滝野市川線
  - 兵庫県道349号市場滝野線
  - 兵庫県道370号野上滝野線

## 名所・旧跡・観光スポット・祭事・催事
- 加古川：闘龍灘
- 播磨中央公園
- 五峰山・光明寺（播磨高野）
- 滝野温泉ぽかぽ
- 花まつり・鮎まつり
- 神結酒造（鋸屋根を持つ歴史的建造物）

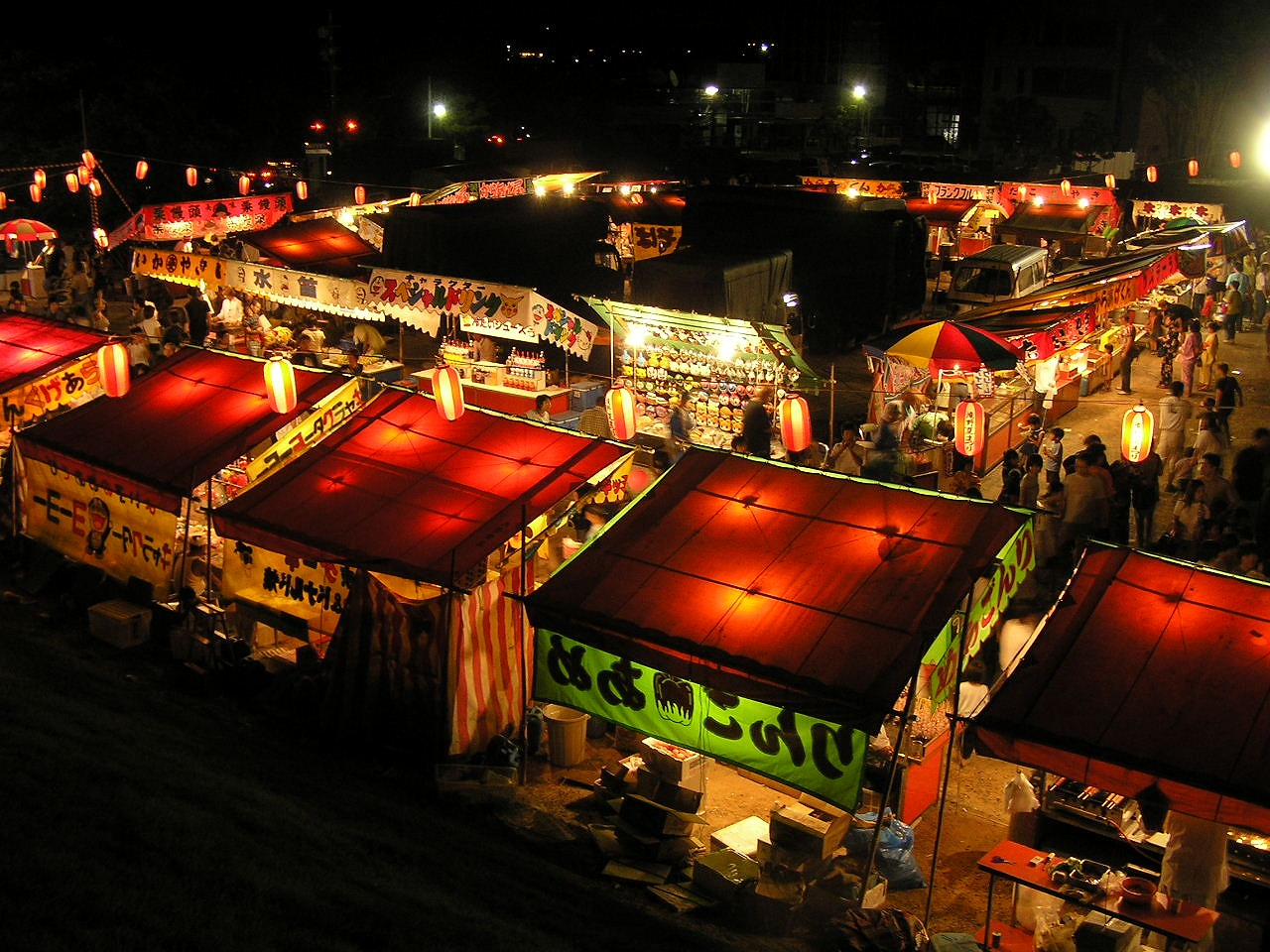
8月終わり頃に播磨中央公園で開催される滝野町夏祭り
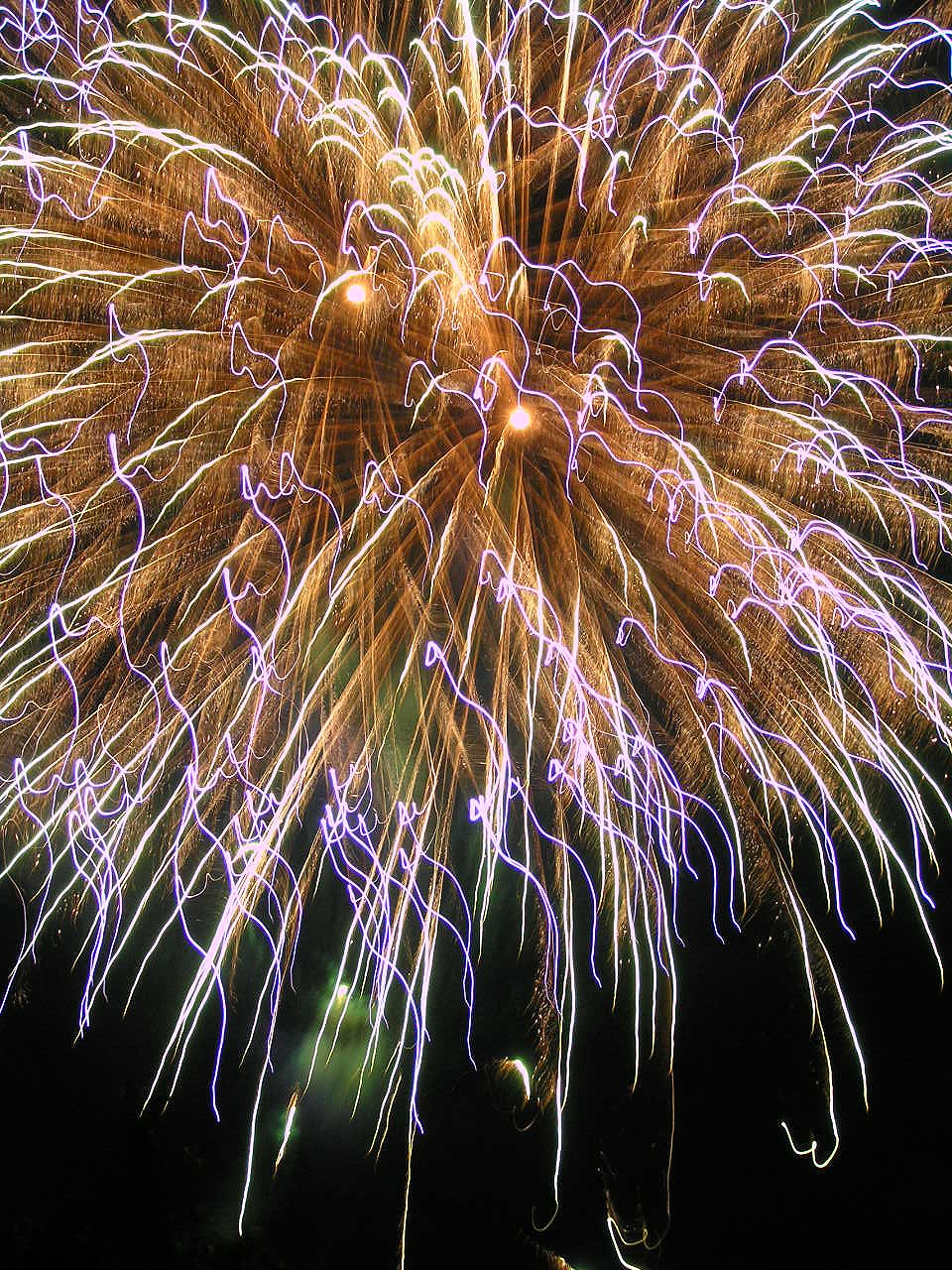
8月 滝野夏祭りの花火
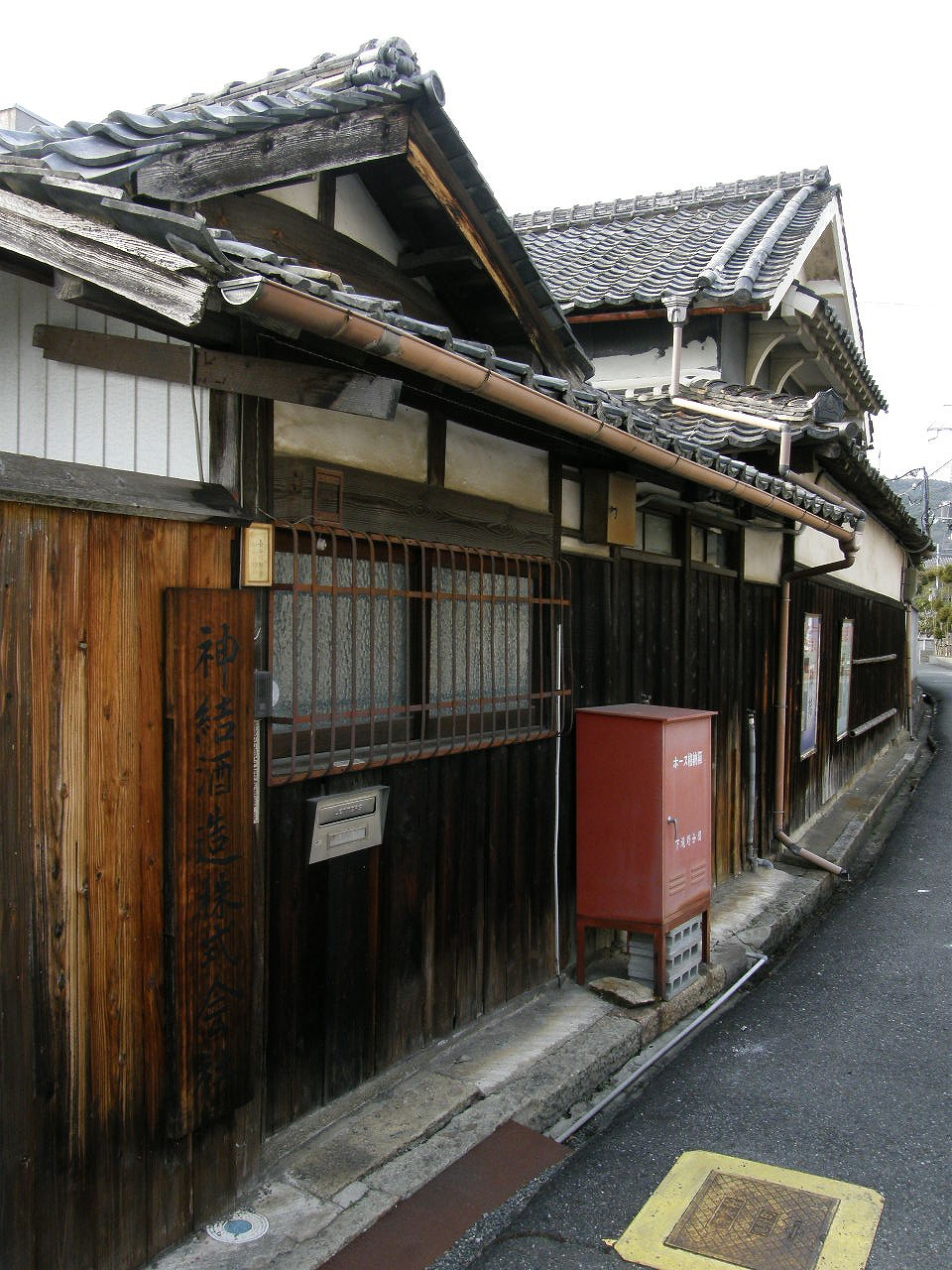
神結酒造

## 出身有名人
- 吉村寿人（医学者、京都府立医科大学学長）
- 山口衛里（マラソン選手）